# Катулос
Катулос (англ. Kathulos) — персонаж произведений Роберта Говарда, является магом из Атлантиды.

## Описание
Перед катастрофой затопившей Атлантиду, некоторые из атлантов замуровали себя в саркофагах, предварительно приняв эликсир бессмертия. Одним из них был маг Катулос. Его саркофаг всплыл на поверхность в конце XIX века. Он пробудился от длиною в несколько тысяч лет сна, и стал создавать тайное общество, из тени влияющее на мировое господство.

## Создание персонажа и критика
Многие литературные критики и исследователи творчества Роберта Говарда выявили ряд признаков схожести Катулоса с другими персонажами мифологии Мифоса. Связь с лавкрафтовским монстром Ктулху была выявлена ещё при жизни Говарда. Схожесть имён Катулос и Ктулху бросалась читателям в глаза, о чём они поспешили сообщить автору. Однако Говард развеял их сомнения, сказав, что схожесть имён есть чистое совпадение и не более того. В письме Лавкрафту от 30 августа 1930 года, Говард рассказал, что к моменту задумки рассказа Skull-Face он и не знал о Ктулху, а имя Катулос он придумал сам. Лавкрафт хорошо отозвался о персонаже, и своему другу по переписке ответил, что использует Катулоса в дальнейшем в своих произведениях. Так появился Л’Мур Катулос из рассказа Шепчущий во тьме. Однако дискуссии на эту тему не прекратились, и уже после смерти Говарда критики стали строить предположения о том, что Катулос являлся человеческой аватарой Ктулху. Роберт Прайс полагает, что на Говарда всё-таки повлиял рассказ Зов Ктулху, из которого он позаимствовал Ктулху и Р'льех, изменив их соответственно на Катулоса и Атлантиду. На это указывает более поздний рассказ Говарда Не рой мне могилу, в котором персонаж-маг Гримлар, в числе ктулхианских существ и объектов упоминает Катулоса.
Однако более очевидна связь Катулоса с другим персонажем — доктором Фу Манчу, с которым у Катулоса много общего. Литературный критик Ричард А. Лупофф был первым кто заметил схожесть Фу Манчу и Катулоса. Оба злодея являются главами международного синдиката, и у обоих прозвище Скорпион. Другой момент, касающийся биографии, диаметрально противоположен: Фу Манчу являлся криминальным гением выдававшим себя за реинкарнацию некогда могущественного святого, в то время как Катулос свою истинную натуру скрывал под маской главы синдиката, являясь на деле бессмертным магом, прожившим десятки тысяч лет. Фу Манчу послужил прообразом и других злодеев Говарда, таких как Тугра-Кхотан из рассказа Чёрный колосс, и в особенности Эрлик Хан, из серии рассказов о Стиве Харрисоне.
Другой персонаж-злодей Роберта Говарда Эрлик-Хан имеет ряд черт объединяющих его с Катулосом, что привело к тому, что некоторые критики стали считать их одним и тем же человеком с двумя личинами.
Также критики выявили другую схожесть, а именно с персонажами о царе Валузии Кулле Кутулосе и Тулсе Думе. Оба персонажа фигурируют в рассказе «Кошка Делькарды». Тулса Дум притворившийся мудрецом Кутулосом, имеет множество черт роднящих его с Катулосом из Атлантиды: оба носят широкополые одежды и вуали, скрывающие их деформированную внешность и оба именуются «череполицыми». В черновом варианте рассказа «Кошка Делькарды» имя персонажа Кутулоса (англ. Kuthulos) писалось как Катулос (англ. Kathulos), то есть также как Катулос из «Хозяин судьбы». Литературный критик Патрис Луине склонен полагать, что после того как журналы не приняли в печать рассказы «Кошка Делькарды» и «Кричащий череп Тишины», где фигурируют Кутулос и Тулса-Дум, Роберт Говард в следующем своём рассказе, то есть «Хозяине судьбы» придумал персонажа который был почти полной копией Кутулоса и Тулсы-Дума. Впрочем, это не значит, что это одни и те же персонажи. У Говарда много персонажей-тёзок и персонажей-однофамильцев, таких как Брилл, Эллисон, Костиген и т. д. К тому же колдуны-злодеи у Говарда, как правило имеют общую черту — их называют череполицыми или желтокожими, схожими персонажами являются Эрлик Хан, Тугра-Кхотан, повелитель горы Имш и Тулса Дум.